# روبن كاي
روبن كاي (بالإنجليزية: Robin Kay)‏ هو رسام نيوزيلندي، ولد في 23 يونيو 1919 في Waipawa ‏ في نيوزيلندا، وتوفي في 7 أبريل 2017.